# Invincible (песня Muse)
«Invincible» — сингл британской альтернативной рок-группы Muse с их четвёртого студийного альбома Black Holes and Revelations. Сингл занял 21-е место в британском чарте. По словам Беллами, на создание песни повлиял один из известных хитов Дэвида Боуи «Heroes».

## Список композиций
7″ винил
1. «Invincible» — 5:00
2. «Glorious» — 4:38 (финальная дорожка с японского издания Black Holes and Revelations)

CD
1. «Invincible» — 5:03
2. «Knights of Cydonia» (Simian Mobile Disco Remix) — 4:51

DVD
1. «Invincible» (аудио) — 5:03
2. «Invincible» (клип) — 4:40
3. «Invincible» (видео с концерта в Милане) — 5:27

## Клип
Видео было снято Джонни Россом. Премьера в Британии состоялась 16 марта 2007 года на Channel 4. Видео было снято перед концертом в Дублине.
На видео группа проезжает мимо сцен, на которых отражена мировая история — доисторические времена, динозавры, Древний Египет, Древний Рим и Вторая мировая война. В кульминационный момент появляются инопланетяне и гигантские роботы, нападающие на современный город. Человечество объято тревогой, и все эры объединяются, чтобы одолеть пришельцев..